# Morris Park (línea de la Avenida Dyre)
Morris Park es una estación en la línea de la Avenida Dyre del Metro de Nueva York de la división A del Interborough Rapid Transit Company (IRT). La estación se encuentra localizada en Morris Park, Bronx entre la Avenida Paulding y Esplanade. La estación es servida por los trenes del servicio .